# Vertumnalias
De Vertumnalias was een feestdag in het oude Rome ter ere van de god Vertumnus, een mannelijke tegenhanger van de godin Ceres. Het feest vond jaarlijks op 13 augustus plaats.